# Antilibanon
Antilibanon är en bergskedja i Libanon och Syrien. Den är omkring 150 kilometer lång och de högsta topparna är Hermon i Syrien på 2814 meter och Ta'a Musa på 2669 meter över havet.

## Geografi
Gränsen mellan Syrien och Libanon går till stora delar längs Antilibanon. I norr börjar bergskedjan vid staden Homs i Syrien. Väster om bergskedjan finns Bekaadalen, i forntiden kallad Celesyrien, och i öster Helbundalen med Damaskus.